# Torre del Simó
La Torre del Simó és una masia situada al municipi de Golmés a la comarca catalana del Pla d'Urgell.